# Avenue des Cerisiers (Région de Bruxelles-Capitale)
 (août 2025).
Pour les articles homonymes, voir Avenue des Cerisiers.
L'avenue des Cerisiers (en néerlandais : Kerselarenlaan) est une avenue bruxelloise qui commence à la commune de Schaerbeek au boulevard Auguste Reyers et qui se termine à la commune de Woluwe-Saint-Lambert au square de Meudon en passant par le square Levie et le square Marie-José. Au-delà du square de Meudon, elle est prolongée sur environ 200 m par la rue Montagne des Cerisiers.

## Histoire et description
Le terme cerisier désigne plusieurs espèces d'arbres fruitiers et, au Japon, des arbres ornementaux, plantés uniquement pour leurs fleurs. Comme de nombreuses espèces produisant des fruits à noyau, les cerisiers appartiennent au genre Prunus (famille des Rosaceae). Ils sont cultivés pour leurs fruits, les cerises, ou leurs fleurs, depuis la plus haute Antiquité en Europe, au Moyen-Orient et en Asie. Bruxelles possède également une rue du Cerisier, une rue Montagne des Cerisiers, une rue du Temps des Cerises, un square de la Cerisaie, une rue des Griottes et un square des Griottiers.
La numérotation des habitations va de 7 à 249 pour le côté impair et de 4 à 212 pour le côté pair.

## Adresses notables
à Schaerbeek :

- no 85 : BNP Paribas Fortis Cerisiers

à Woluwe-Saint-Lambert :

- no 239 : école Saint-Henri

## Galerie de photos

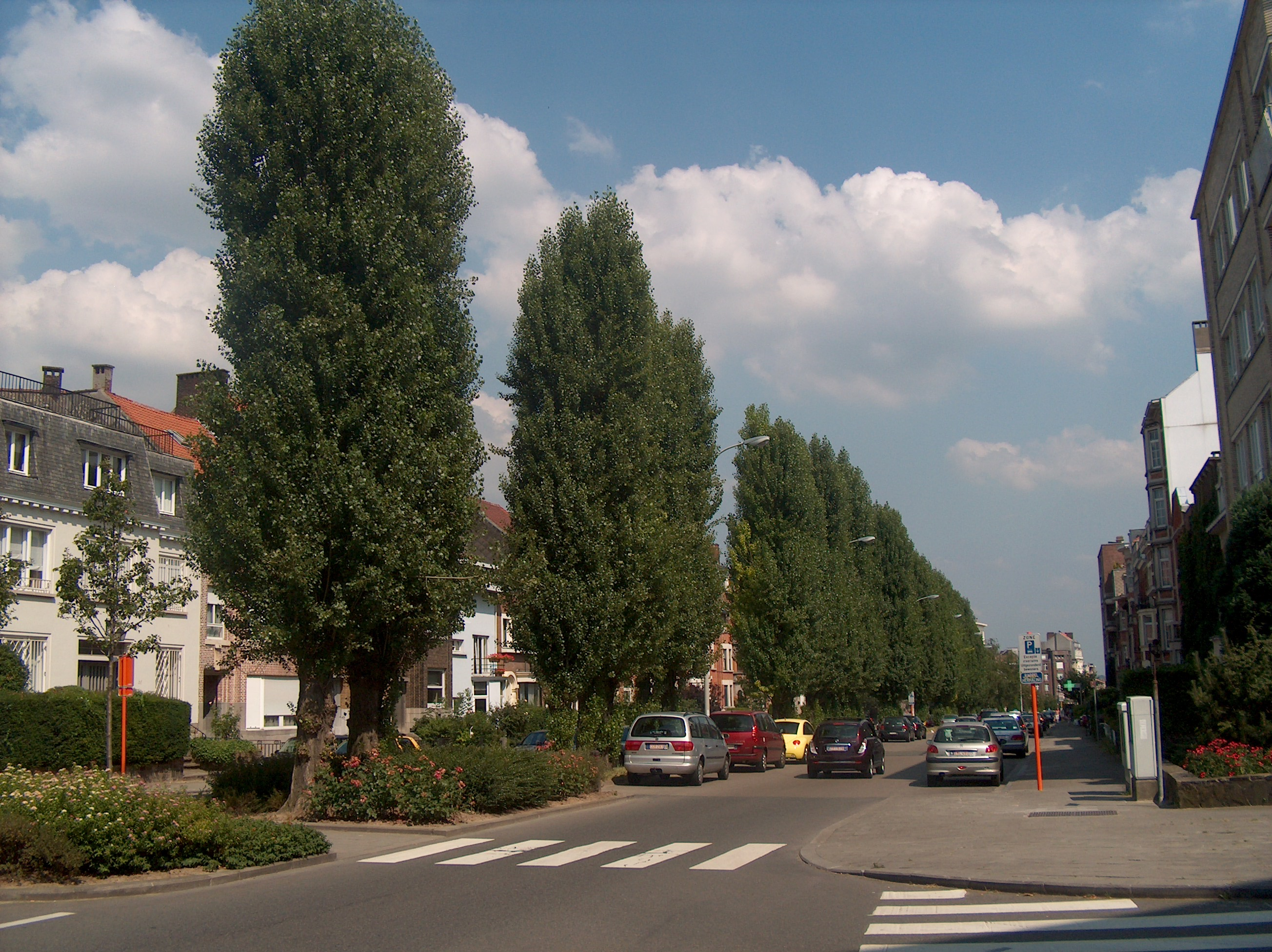
L'avenue des Cerisiers à Schaerbeek.
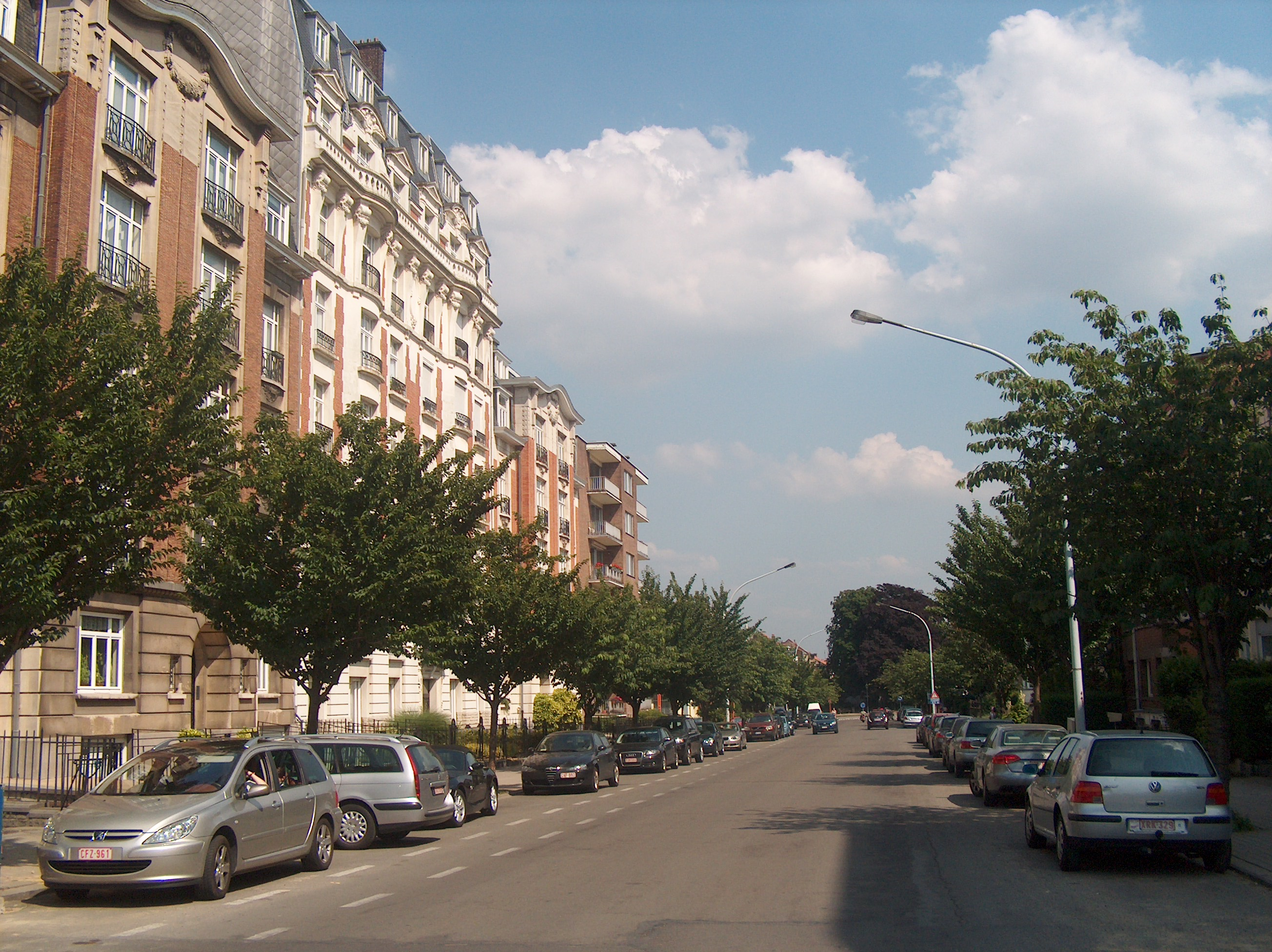
L'avenue des Cerisiers à Woluwe-Saint-Lambert.

## Voies d'accès
- arrêt Diamant des trams 7 et 25 (prémétro)
- arrêt Diamant des bus 12, 21, 28 et 79 et du bus Noctis N05
- arrêt Diamant ou Levie du bus 29